# Porcaro
Pour les articles homonymes, voir Porcaro (homonymie).
Porcaro [pɔʁkaʁo] est une commune française, située dans le département du Morbihan en région Bretagne.

## Géographie

### Situation
| Campénéac | Beignon   |      |
| Augan     | Porcaro   | Guer |
|           | Monteneuf |      |

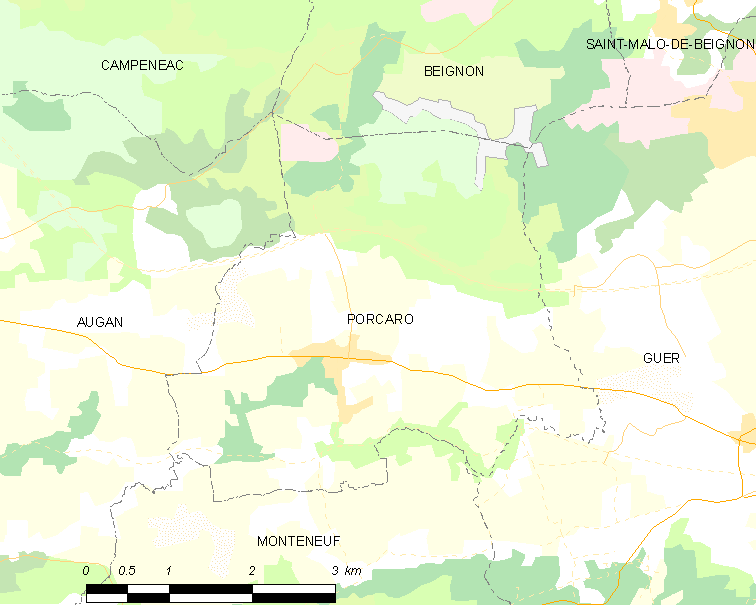
Carte de Porcaro et des communes avoisinantes.

La commune de Porcaro est située sur l'axe Guer - Ploërmel.

### Hydrographie
Pour un article plus général, voir Réseau hydrographique du Morbihan.
La commune est située dans le bassin Loire-Bretagne. Elle est drainée par l'Oyon, le ruisseau de l'Étang du Vobulo, le ruisseau du Veau Lorient, le ruisseau du Pont de Bas, le ruisseau du Quénois, le Vau Marqué et divers autres petits cours d'eau,.
L'Oyon, d'une longueur de 32 km, prend sa source dans la commune de Campénéac et se jette  dans l'Aff  à Guer, après avoir traversé cinq communes. 

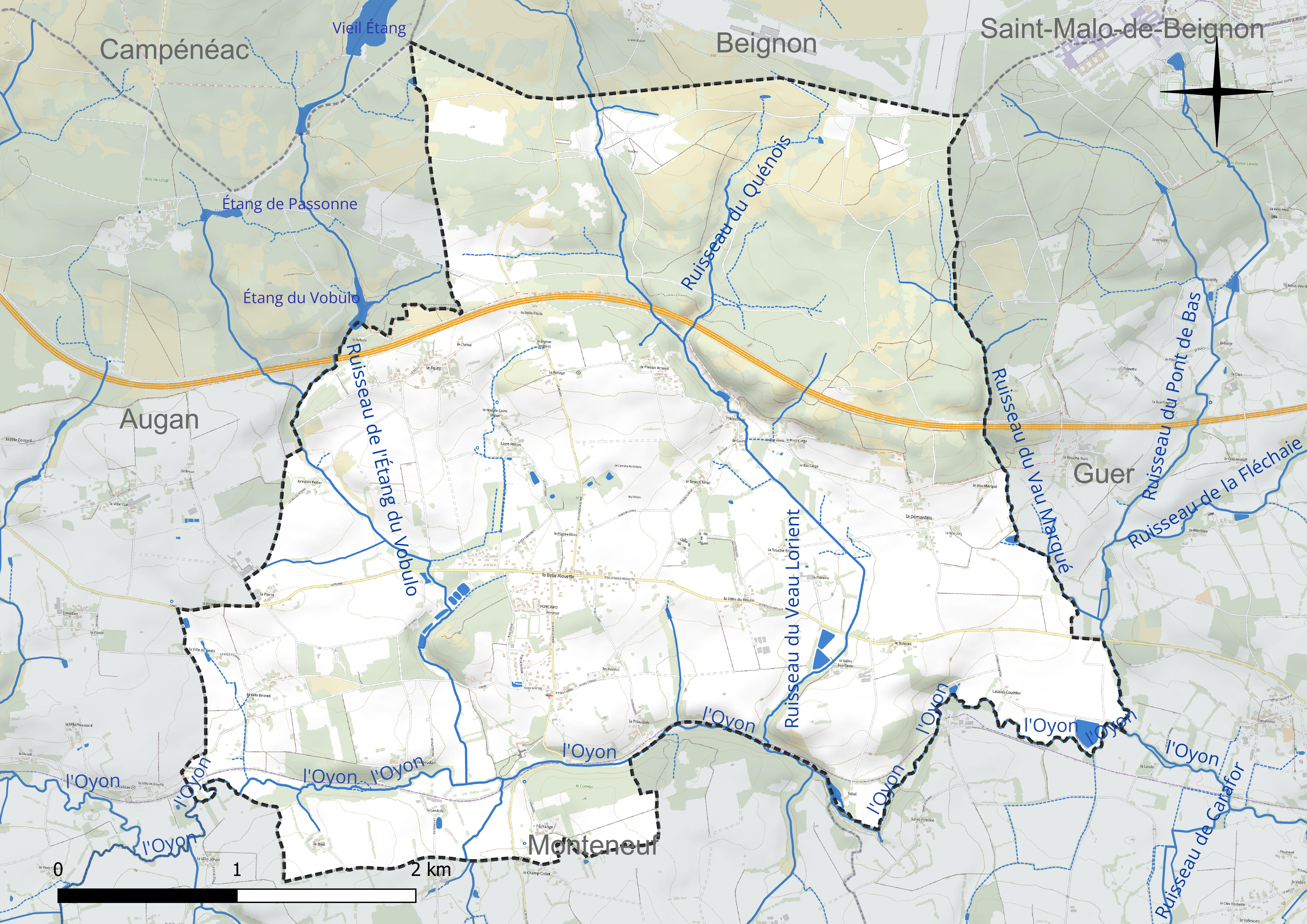
Réseau hydrographique de Porcaro.

Un plan d'eau complète le réseau hydrographique : l'étang du Vobulo, d'une superficie totale de 1,6 ha (0,15 ha sur la commune),.

### Climat
Le climat qui caractérise la commune est qualifié, en 2010, de « climat océanique franc », selon la typologie des climats de la France qui compte alors huit grands types de climats en métropole. En 2020, la commune ressort du type « climat océanique » dans la classification établie par Météo-France, qui ne compte désormais, en première approche, que cinq grands types de climats en métropole. Ce type de climat se traduit par des températures douces et une pluviométrie relativement abondante (en liaison avec les perturbations venant de l'Atlantique), répartie tout au long de l'année avec un léger maximum d'octobre à février.
Les paramètres climatiques qui ont permis d’établir la typologie de 2010 comportent six variables pour les températures et huit pour les précipitations, dont les valeurs correspondent aux données mensuelles sur la normale 1971-2000. Les sept principales variables caractérisant la commune sont présentées dans l'encadré ci-après.
| Paramètres climatiques communaux sur la période 1971-2000 - Moyenne annuelle de température : 11,4 °C - Nombre de jours avec une température inférieure à −5 °C : 2 j - Nombre de jours avec une température supérieure à 30 °C : 3 j - Amplitude thermique annuelle : 12,9 °C - Cumuls annuels de précipitation : 836 mm - Nombre de jours de précipitation en janvier : 13,3 j - Nombre de jours de précipitation en juillet : 6,3 j |

Avec le changement climatique, ces variables ont évolué. Une étude réalisée en 2014 par la Direction générale de l'Énergie et du Climat complétée par des études régionales prévoit en effet que la  température moyenne devrait croître et la pluviométrie moyenne baisser, avec toutefois de fortes variations régionales. Ces changements peuvent être constatés sur la station météorologique de Météo-France la plus proche, « Guer », sur la commune de Guer, mise en service en 1992 et qui se trouve à 6 km à vol d'oiseau,, où la température moyenne annuelle est de 12,2 °C et la hauteur de précipitations de 843,5 mm pour la période 1981-2010.
Sur la station météorologique historique la plus proche, « Rennes-Saint-Jacques », sur la commune de Saint-Jacques-de-la-Lande, dans le département d'Ille-et-Vilaine, mise en service en 1945 et à 40 km, la température moyenne annuelle évolue de 11,7 °C pour la période 1971-2000, à 12,1 °C pour 1981-2010, puis à 12,4 °C pour 1991-2020.

## Urbanisme

### Typologie
Au 1er janvier 2024, Porcaro est catégorisée commune rurale à habitat dispersé, selon la nouvelle grille communale de densité à sept niveaux définie par l'Insee en 2022.
Elle est située hors unité urbaine. Par ailleurs la commune fait partie de l'aire d'attraction de Guer, dont elle est une commune de la couronne,. Cette aire, qui regroupe 9 communes, est catégorisée dans les aires de moins de 50 000 habitants,.

### Occupation des sols

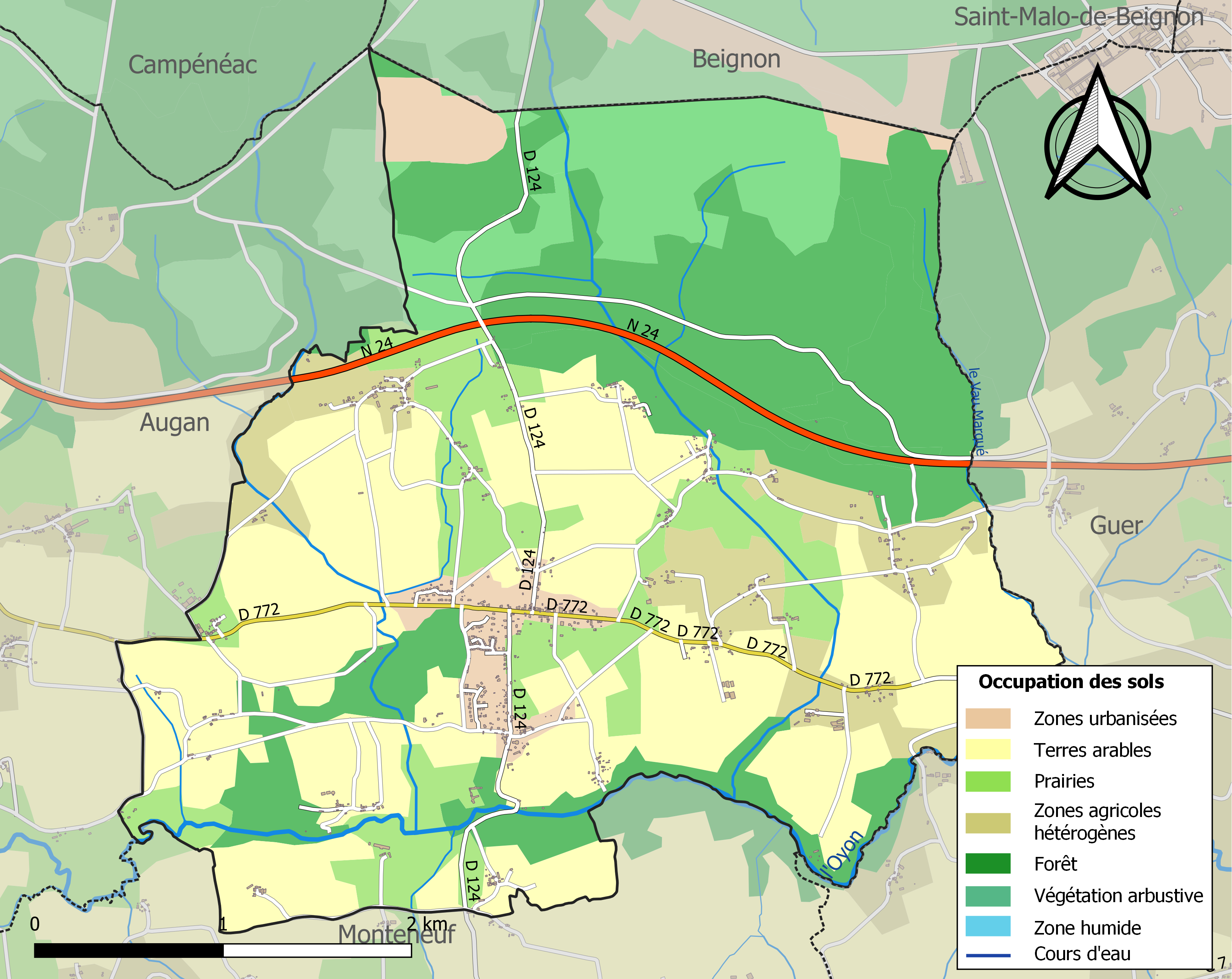
Carte des infrastructures et de l'occupation des sols de la commune en 2018 (CLC).

L'occupation des sols de la commune, telle qu'elle ressort de la base de données européenne d’occupation biophysique des sols Corine Land Cover (CLC), est marquée par l'importance des territoires agricoles (58,4 % en 2018), une proportion identique à celle de 1990 (58,4 %). La répartition détaillée en 2018 est la suivante : 
terres arables (37 %), forêts (28,4 %), prairies (12,1 %), zones agricoles hétérogènes (9,3 %), milieux à végétation arbustive et/ou herbacée (8,4 %), zones urbanisées (2,8 %), zones industrielles ou commerciales et réseaux de communication (1,5 %), espaces verts artificialisés, non agricoles (0,5 %).
L'IGN met par ailleurs à disposition un outil en ligne permettant de comparer l’évolution dans le temps de l’occupation des sols de la commune (ou de territoires à des échelles différentes). Plusieurs époques sont accessibles sous forme de cartes ou photos aériennes : la carte de Cassini (XVIIIe siècle), la carte d'état-major (1820-1866) et la période actuelle (1950 à aujourd'hui).

## Toponymie
Attesté sous la forme Porcaro en 1142 et 1598, ce nom viendrait du nom de la famille Caro, seigneurs du lieu. Le mot du breton vannetais porh (porz dans les autres dialectes bretons) signifie selon l'abbé J.-M. Le Claire (1915), qui écrit porch, "habitation importante avec cour et portail", et d'après d'autres auteurs, plus généralement "cour de ferme, demeure" ou simplement "cour",,.
Pour H. Abalain (2000), cette forme pourrait provenir du nom de personne Caro, un saint venu de la Bretagne insulaire au VIe siècle, cela semble incertain pour J.-Y Le Moing (2004). Ce nom est très présent dans le sud de l'ancien diocèse de Saint-Malo, et dans l'est de celui de Vannes, par exemple Caro où la Chapelle-Caro. Des formes anciennes Caroth (833) et Karou (1330) sont attestées. Ce nom peut être rapproché, d'après H. Abalain, du breton karv, "cerf". J.-Y Le Moing ne propose pas ce rapprochement,,.
L'Office public de la Langue bretonne (Kerofis) propose le néotoponyme breton Porzh-Karozh.

## Histoire

### Préhistoire et Antiquité
Le terroir de Porcaro a été habité dès la Préhistoire, puis par les Celtes et ensuite par les Romains.

### Moyen Âge
Le château des Touches aurait été construit initialement par le duc de Bretagne Jean II en 1130 ; celui-ci en aurait fait don au seigneur du Losquet.

### Temps modernes
Porcaro était le siège de deux seigneuries importantes, Le Breuil et Porcaro, dont en 1628 la réunion fit de Porcaro le siège d'une haute justice.
Porcaro était une trève de la paroisse de Guer. La chapelle Saint-Sébastien, bâtie non loin du château de Porcaro, dont elle avait dépendu primitivement (une chapellenie y fut fondée par les seigneurs de Porcaro le 30 octobre 1652), fut chapelle frairienne.
Plusieurs chapelles existaient alors : la chapelle Saint-Mélan (disparue), la chapelle Sainte-Anne-des-Touches, la chapelle de Porcaro (chapelle Saint-Sébastien, dans laquelle fut inhumée Madeleine Morice, reconstruite entre 1830 et 1843).

### LeXIXesiècle

#### La création de la commune
Porcaro est constituée en paroisse le 6 octobre 1843 ; la construction de l'église paroissiale Notre-Dame est décidée le 25 août 1845 à l'initiative de M. de Plouër, alors propriétaire depuis 1836 du château de Porcaro, et les travaux, poursuivis par sa veuve après le décès du vicomte, sont achevés en 1849 ; elle poursuit aussi dès 1848 les démarches visant à l'autonomie totale de Porcaro.
En 1858, les habitants de la section de Porcaro, alors dans la commune de Guer, demandent ä constituer une commune, en ajoutant à leur section des territoires appartenant aux communes de Monteneuf et Augan; ils arguent que le bourg de Guer est éloigné de 8 km de leur église succursale. Les communes de Guer, Monteneuf et Augan s'opposent énergiquement à cette demande qui est alors refusée par le Conseil général du Morbihan.
Le conseil municipal de Guer prétend même que Porcaro ne va « pouvoir produire ni maire, ni adjoint et encore moins un secrétaire : entendez par-là qu’il faut savoir lire et écrire » et que « cette création est le résultat d’une ambition, celle de Madame de Plouër, châtelaine de Porcaro ».
Mais Madame de Plouër a des relations haut placées et Porcaro est érigée en commune constituée de hameaux et de terres prises à Guer, Augan et Monteneuf le 1er janvier 1860, ce qui entraîne l'essor de l'agglomération de La Belle Alouette, formée à la fin du XIXe siècle, qui s’est développée aussi grâce à l’exploitation des ardoisières et à la proximité par la suite du camp de Coëtquidan.
L'ardoisière (des schistes précambriens) de Saint-Mélan ouvre vers 1860 ; elle est rachetée le 21 août 1887 par Ferdinand Ubermuhlen, puis en 1892 personnes la comtesse de Chausy et au début du XXe siècle par M. Guyomarch ; exploitée à ciel ouvert, le trou d'exploitation atteint 49 mètres de profondeur ; en 1911, elle emploie une quinzaine d'ouvriers dont six mineurs ; sa date de fermeture est inconnue ; c'est de nos jours un plan d'eau de forme circulaire.

#### Le champ de tir de Coëtquidan
C'est en 1873 que le ministre de la guerre fait étudier le projet d'un champ de tir sur la lande de Coëtquidan, les portions de lande à occuper momentanément dépendant des six communes de Guer, Augan, Porcaro, Saint-Malo-de-Beignon, Campénéac et Beignon. « Elles se composent, dans les cinq premières, de terrains communaux que les municipalités s'étaient empressées de mettre à la disposition de l'administration de la guerre, moyennant la concession de certains avantages, notamment des fumiers. Mais, dans la commune de Beignon, la négociation avait été plus difficile parce que les terrains y étaient devenus l'objet d'un partage consommé entre les habitants, et qu'on avait à traiter avec un plus grand nombre d'individus ».
La création en 1878 (décret d'utilité publique en date du 3 décembre 1878 et jugement d'expropriation en date du 26 décembre 1878 par le tribunal d'instance de Ploërmel) du champ de tir de Coëtquidan se fait pour partie dans la partie nord du territoire communal.

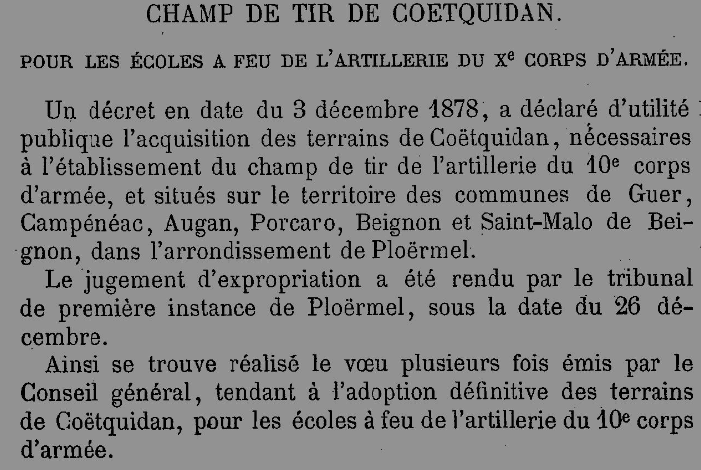
Création du champ de tir de Coëtquidan en 1878 (conseil général du Morbihan).
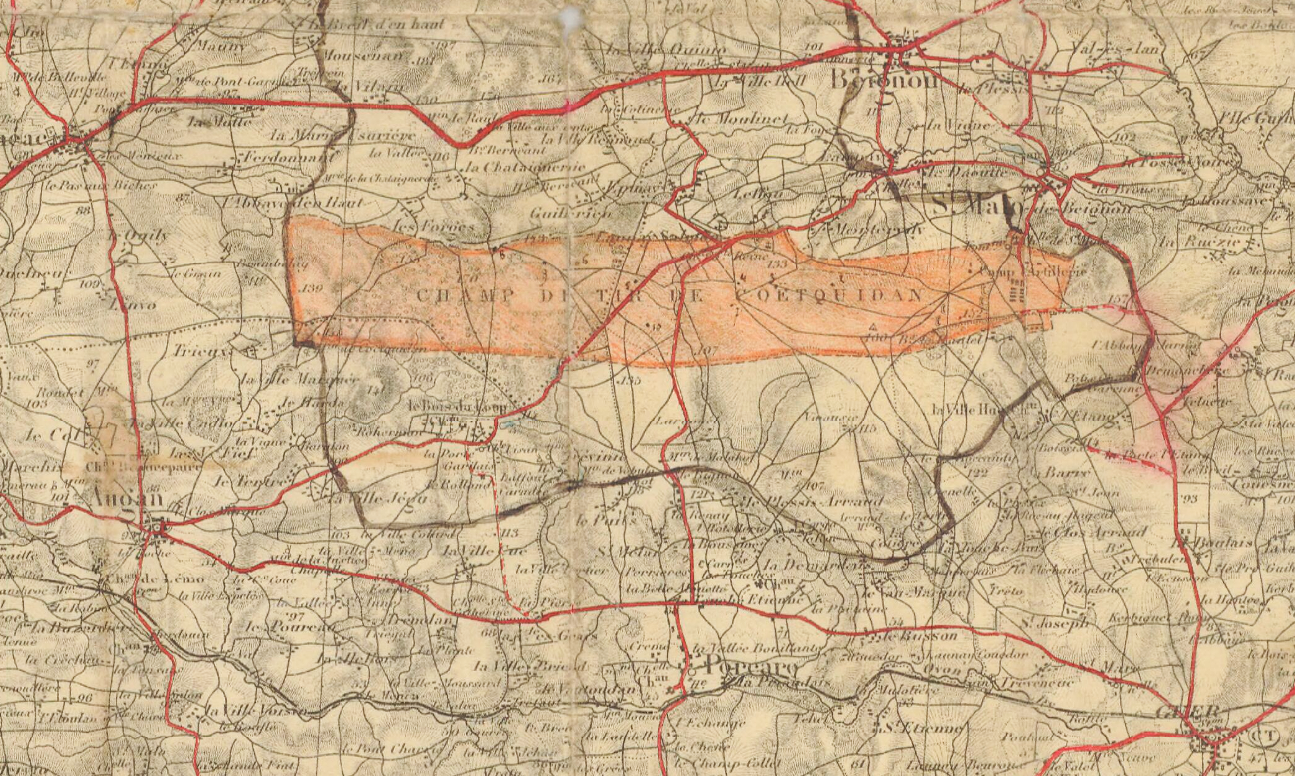
Carte du champ de tir de Coëtquidan lors de sa création (1878).

#### La fin duXIXesiècle
En 1872, la tour de l'église paroissiale menace de tomber en ruines et d'entraîner dans sa chute une partie de l'église ; la comtesse de Chausy offre de financer une partie des travaux ; le conseil général accorde une subvention, « la commune de Porcaro étant sans ressources ».
En 1880, « la construction de l'école des garçons avance rapidement », la commune ne disposant jusqu'alors que d'une école mixte congréganiste. L'école des filles, jusqu'alors tenue par des religieuses, est laïcisée vers 1890 et installée alors dans une maison louée à cet effet, mais ne convenant guère à cet usage. En 1901, le préfet du Morbihan impose la construction d'office d'une nouvelle école des filles à la commune qui s'y refusait.

### Le XXe siècle

#### La Belle Époque
L'ouverture le 5 avril 1903 du tronçon Ploërmel-Messac, via Guer et Maure, de la ligne ferroviaire allant de Châteaubriant à Ploërmel permet la desserte de Porcaro, qui dispose d'une halte ferroviaire.

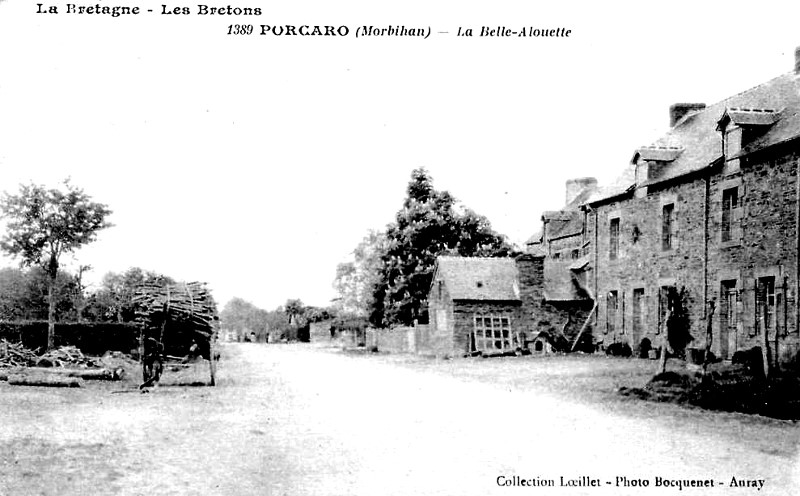
Porcaro ː la Belle Alouette au début du XXe siècle (carte postale).
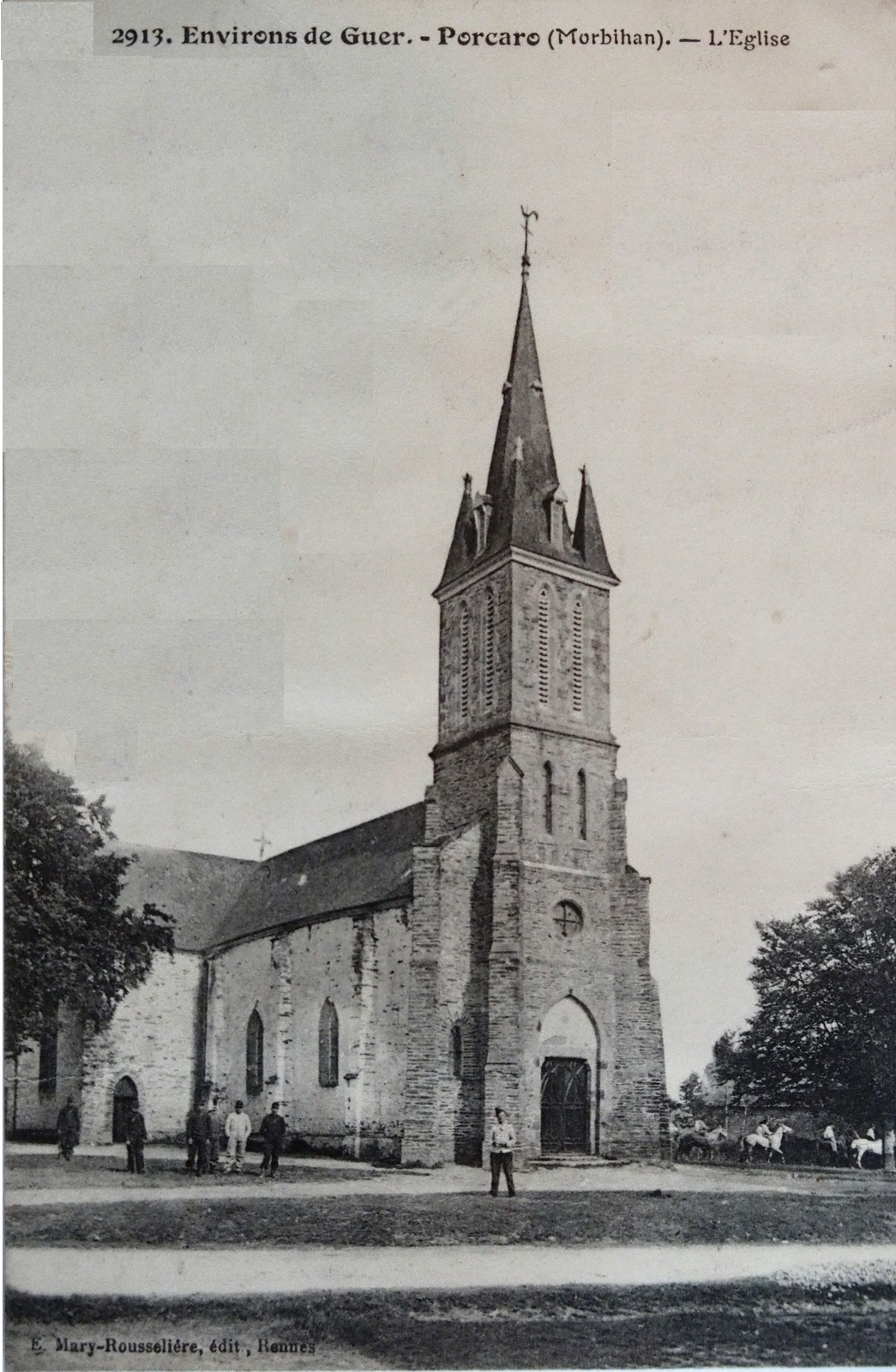
Porcaro : l'église paroissiale au début du XXe siècle (carte postale).
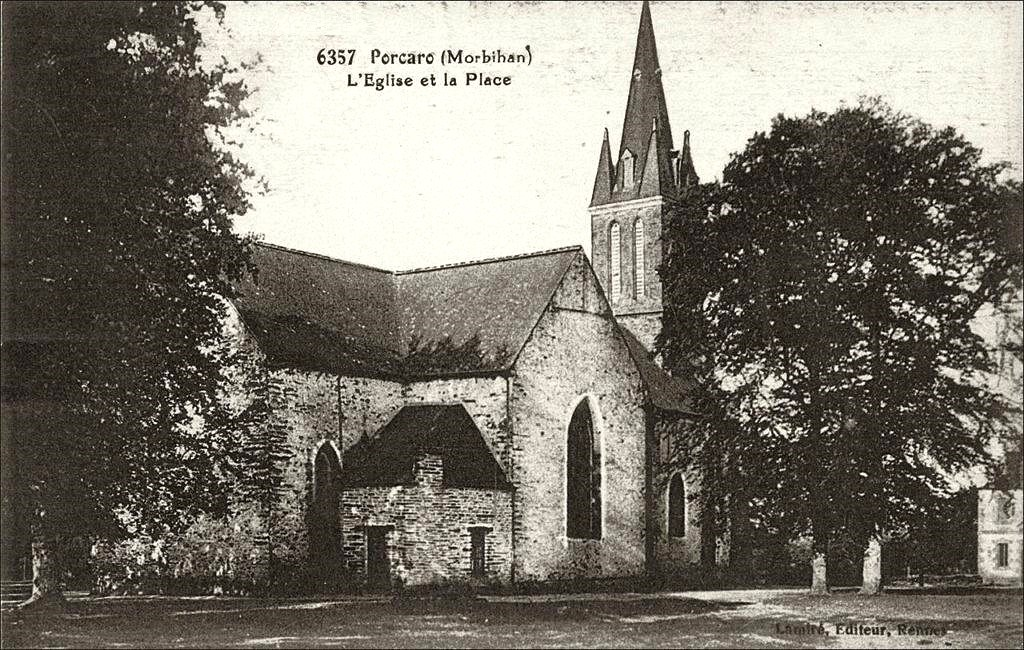
Porcaro : l'église paroissiale au début du XXe siècle (carte postale).
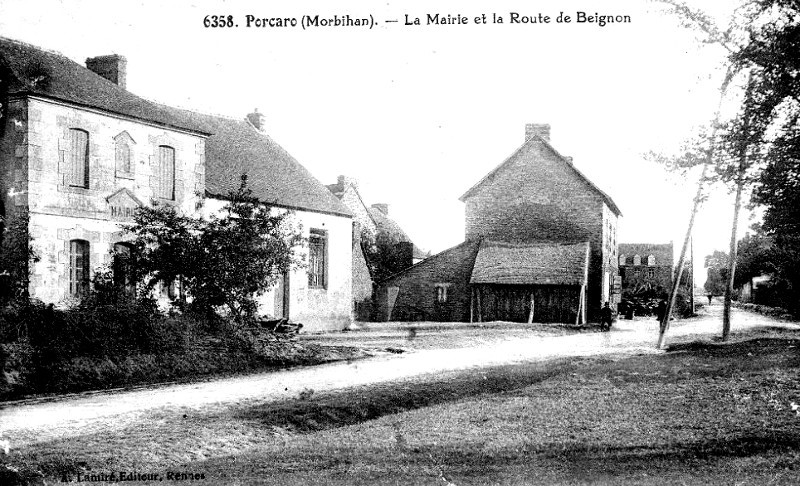
La mairie et la route de Beignon au début du XXe siècle (carte postale).
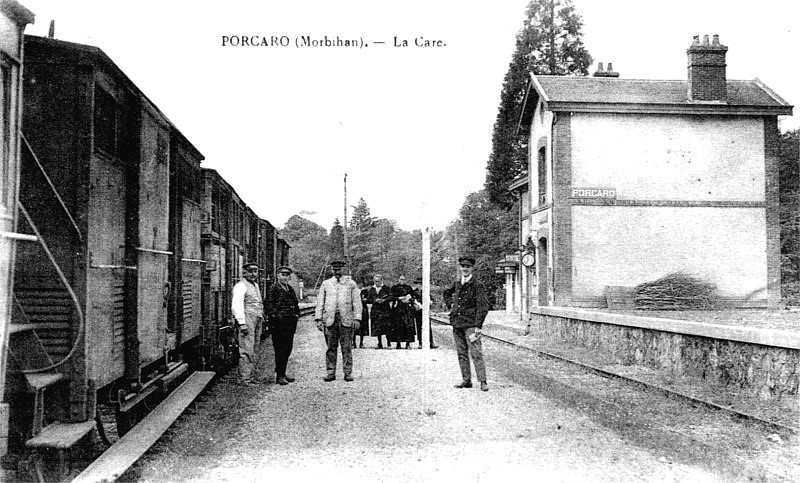
La halte ferroviaire de Porcaro vers 1910 (carte postale).

#### La Première Guerre mondiale
Le monument aux morts de Porcaro porte les noms de 47 soldats morts pour la France pendant la Première Guerre mondiale ; parmi eux, 3 sont morts en Belgique (Jean Plantard dès le 21 août 1914 à Fosses, Théophile Coric et Joseph Morin le 22 août 1914 à Maissin) ; Eugène Thommerot, zouave de l'Armée d'Orient, mort de maladie le 24 octobre 1918 dans l'actuelle Macédoine du Nord et décoré de la Croix de guerre pour avoir fait acte de bravoure lors d'un combat ; tous les autres sont morts sur le sol français (dont Joseph Le Peintre (décoré de la Médaille militaire et de la Croix de guerre, Pierre Danion, Joseph Labbé et Joseph Thomas, tous les trois décorés de la Croix de guerre ).

#### Le camp de Coëtquidan
Les expropriations provoquées par l'extension du camp de Coëtquidan aux alentours de 1910-1912 provoquèrent un véritable traumatisme dans la région : 400 habitants et 2 000 hectares (en réalité 1 640 hectares) de terres furent expropriés à Beignon ; à Campénéac (30 % de la superficie de la commune), Augan et Porcaro près de 5 000 hectares ont été frappés d'expropriation. « Le château du Bois-du-Loup, valant 1 million [de francs] a été abattu à coups de canon (..) Les villages de Montervily, Le Faou, Launay-Salmon, Lépinay, La Ville-Quignon, La Ville-Lhèle sont tous dévastés. Les anciens propriétaires de ces maisons ont tiré le meilleur parti possible des boiseries, portes et fenêtres ; le génie qui a pris possession de toute cette contrée a emporté le reste : poutres, etc. (..) Plus loin, nous entrons dans la chapelle Saint-Mathurin, de style roman. Les portes sont brisées ; plus d'autel, plus un seul vitrail ; les dalles ont été enlevées (..). Il en est de même, paraît-il, des chapelles de Saint-Méen et de Sainte-Reine, où tous les ans, jadis, les foules venaient en pèlerinage ». En octobre 1914 de faux bruits accusèrent à tort des prisonniers de guerre allemands, hébergés à Saint-Malo-de-Beignon, d'être les auteurs de ces destructions.
La création du camp de Coëtquidan entraîne l'occupation par celui-ci de 477 hectares, soit près du tiers de la superficie communale.
En 1912, « les cultivateurs de Porcaro, Augan, Campénéac, Guer, Saint-Malo-de-Beignon demandèrent l'autorisation de faire paître leurs bestiaux sur les landes expropriées pour l'extension du camp de Coëtquidan, et de continuer à faire usage des mares, pièces d'eau et sources situées sur les terrains militaires récemment acquis pour y abreuver leurs bestiaux et pour leurs besoins domestiques » ; le ministre de la guerre fit répondre qu'« il y aurait de graves inconvénients à rapporter ces interdictions (..) sauf à titre exceptionnel ».

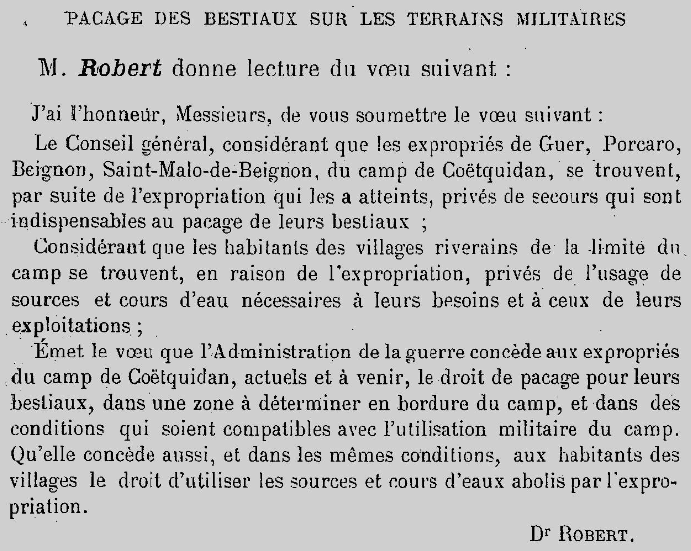
Vœu proposé et adopté par le Conseil général du Morbihan pour que les paysans obtiennent le droit de pacage et d'eau dans le camp de Coëtquidan (1912).
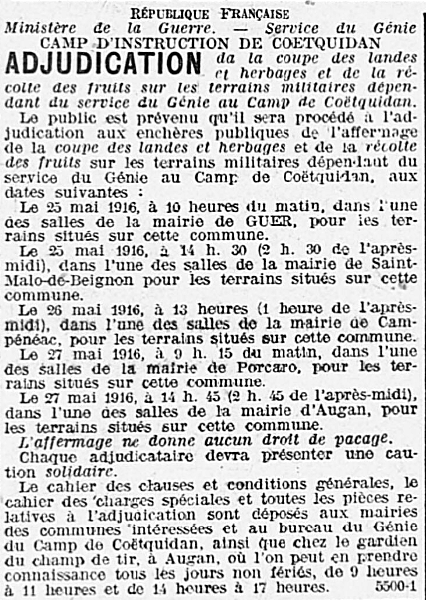
Camp de Coëtquidan ː adjudication annuelle de la coupe des landes et herbages (1916).
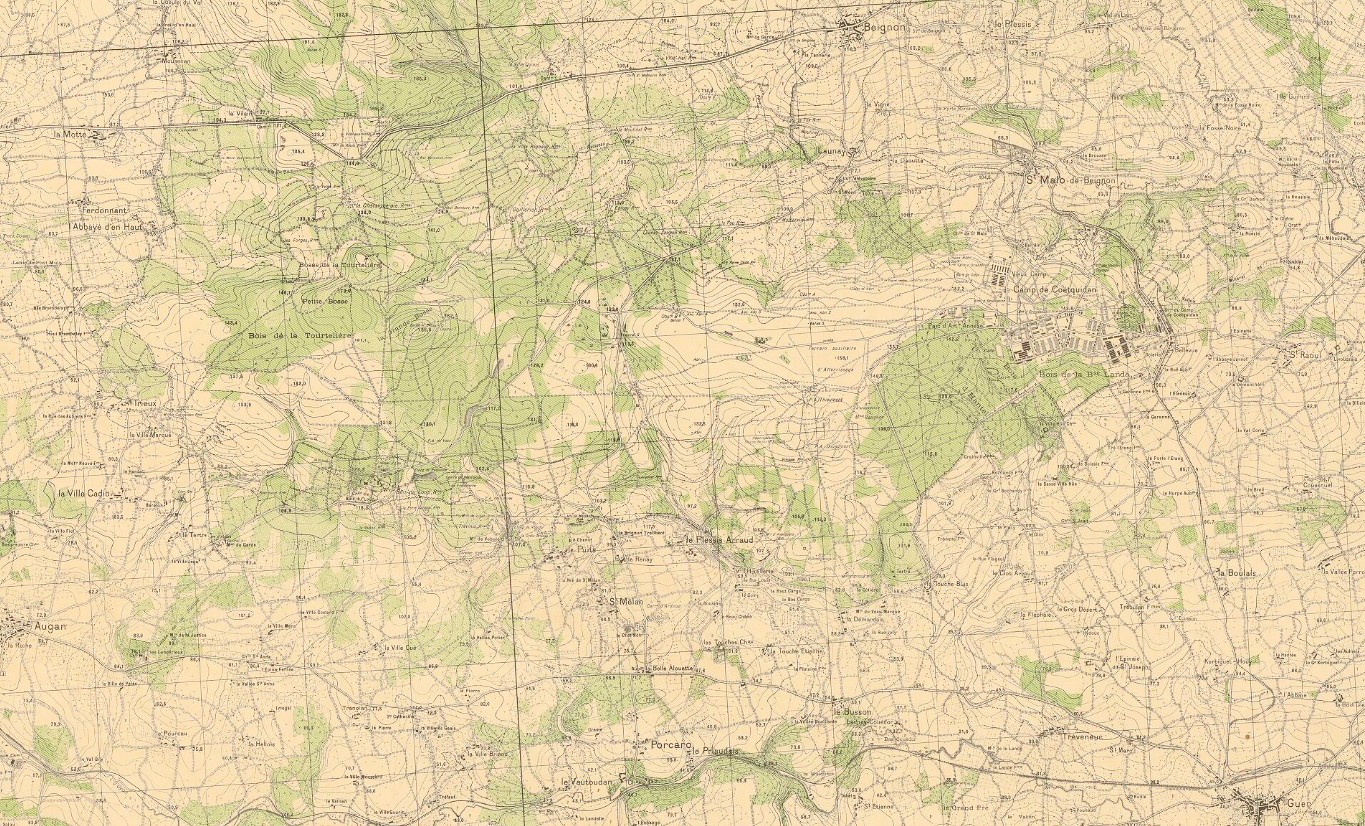
Carte du camp de Coëtquidan en 1926 (publiée en 1928).
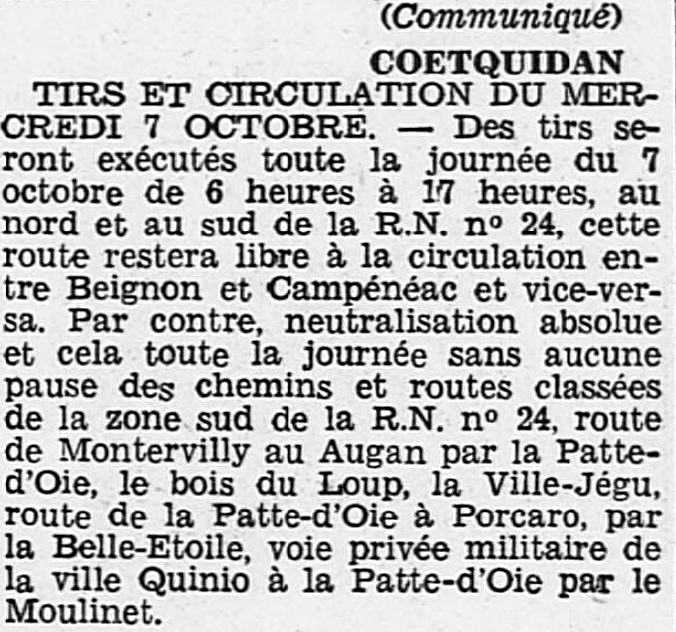
Communiqué annonçant la fermeture de routes lors d'une séance de tirs dans le camp de Coëtquidan (journal L'Ouest-Éclair du 7 octobre 1936).

Une réunion organisée le 15 juin 1921, réunissant des autorités militaires, l'ingénieur des Ponts et Chaussées de Pontivy et les maires de  Beignon, Saint-Malo-de-Beignon, Campénéac, Augan et Guer précisa les modalités d'interruption du trafic routier lors des séances de tir dans le camp de Coëtquidan, concernant notamment la route nationale 24 (dont le tracé d'alors passait par Campénéac et Plélan-le-Grand via Beignon et Trécesson) et les routes d'intérêt local « de viabilité médiocre [où] la circulation rurale est beaucoup plus importante que la circulation automobile » comme les axes Augan-Beignon et Porcaro-Beignon. En 1929 les élus locaux demandent une restriction des interdictions.

#### L'Entre-deux-guerres

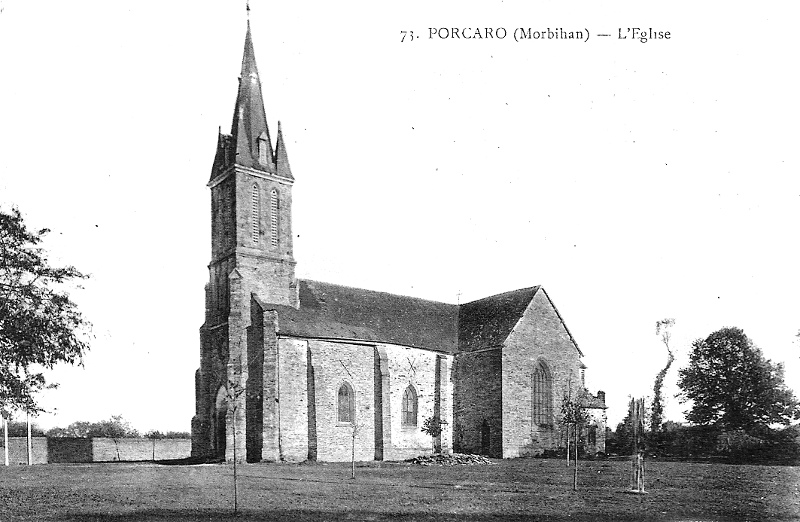
Porcaro ː l'église paroissiale vers 1930 (carte postale).

En 1922 il existe une classe unique à l'école publique de garçons de Porcaro.
Le 25 mai 1924 une réunion pour la création d'un syndicat agricole est organisée à Porcaro.
Le 10 mars 1930 le meurtre du père Bécel traumatise les habitants et ce meurtre fait l'objet de plusieurs articles de presse. Porcaro est alors ainsi décrit en 1930 :

« Un village caché au milieu de la lande ; seul le clocher de la vieille église émerge dans le lointain, au-dessus des genêts géants ; sur la place, une maison basse sur laquelle sont placardées des affiches blanches officielles : la mairie et l'école. Tout autour, disséminées sans souci d'alignement, le long des chemins creux bordés de haies vives, quelques fermes. Nous sommes à Porcaro.. Quelques centaines d'habitants vivent là, tranquilles et calmes, depuis des siècles. »

#### La Seconde Guerre mondiale
Le monument aux morts de Porcaro porte les noms de 5 personnes mortes pour la France pendant la Seconde Guerre mondiale ; parmi elles, Henry de L'Estourbeillon, capitaine, tué à l'ennemi le 25 mai 1940 (décoré de la Légion d'honneur et de la Croix de guerre) et Lucien Robert, soldat tué à l'ennemi le 16 juin 1940, tous les deux lors de la Bataille de France ; Jean Loeillet, parachutiste au 2e régiment de chasseurs parachutistes, fusillé le 8 avril 1945 à Elp (Pays-Bas) ; Joseph Thommerot, résistant, mort le 19 mars 1945 au camp de concentration de Neuengamme (Allemagne) ; Yves Corbel, mort en 1944.

#### L'après Seconde Guerre mondiale
Le monument aux morts de Porcaro n'a été édifié qu'en 1961 ; sa statue représente un soldat des Forces françaises libres et non un poilu comme c'est souvent le cas pour les monuments mis en place après la Première Guerre mondiale.
Le tronçon de Guer à Ploërmel de la ligne ferroviaire de Châteaubriant à Ploërmel (PK 426,500 à 448,900) ferme le 19 octobre 1967.

### Le Pardon des motards
À l'initiative de l'abbé Louis Prévoteau, motocycliste lui-même, le pardon de Porcaro est depuis 1979 un lieu de ralliement et de pèlerinage pour de nombreux motards qui viennent le 15 août vénérer la Madone des motards, ramenée par l'abbé de Notre-Dame-de-Fátima (Portugal). Le pèlerinage a débuté avec 38 motards et a depuis attiré un nombre croissant de motards jusqu'à atteindre les 30 000 ces dernières années, devenant ainsi le plus grand pèlerinage de motards et l'un des plus grands rassemblements de motards en Europe.
Un concert de rock se tient traditionnellement la veille du pardon, ce dernier étant suivi par une procession à moto de 80 kilomètres (soit 2 heures d'un flot continu de motards) sur les routes de la région, spectacle auquel assistent de nombreux curieux.

## Politique et administration

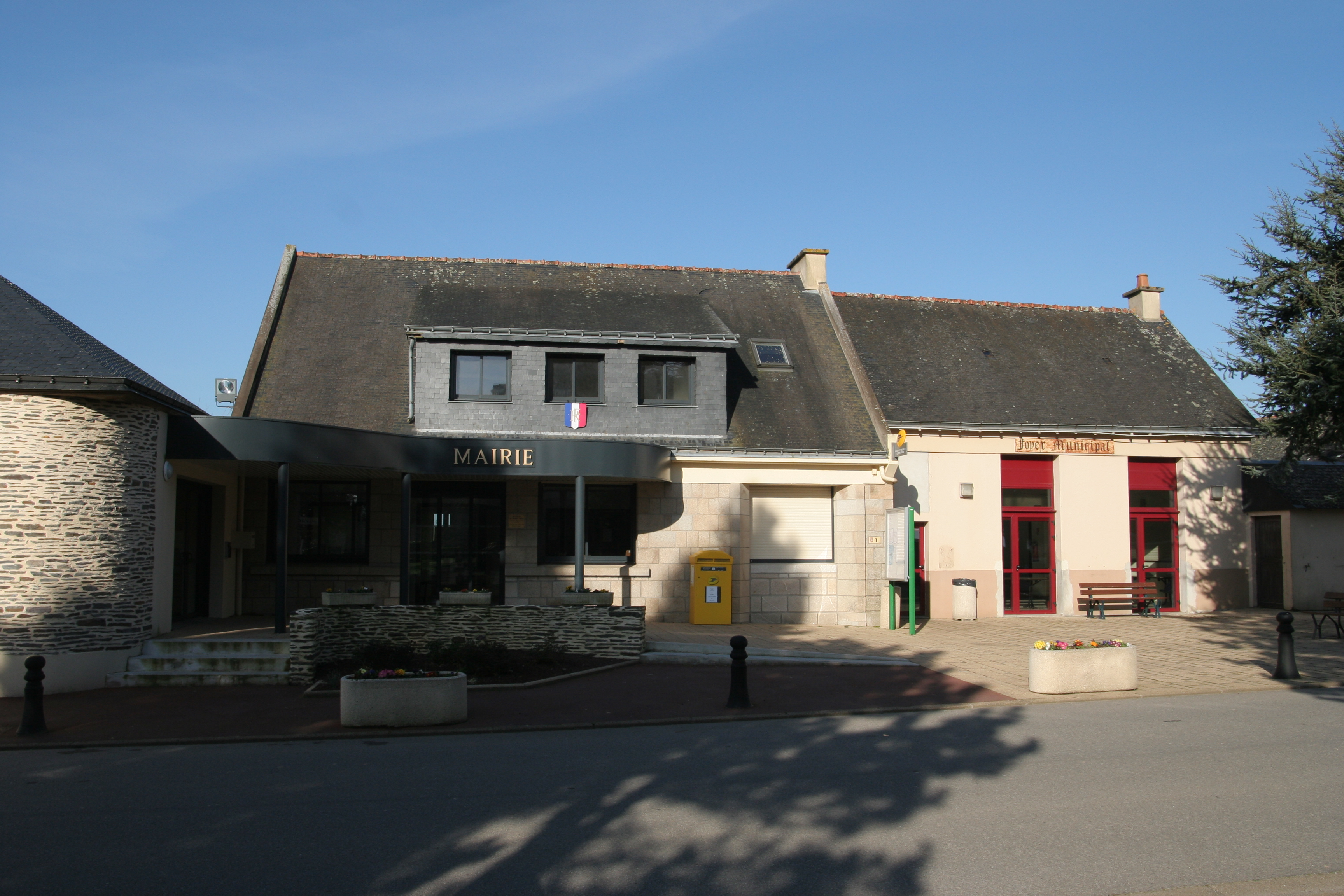
La mairie de Porcaro.

| Période                                  | Période        | Identité                   | Étiquette | Qualité                                                                        |
| ---------------------------------------- | -------------- | -------------------------- | --------- | ------------------------------------------------------------------------------ |
| 1860                                     | 1872           | Joseph Thomas              |           | Premier maire de Porcaro.                                                      |
| 187e                                     |                | Julien Rouxel              |           | Cultivateur.                                                                   |
| 1871                                     | 1889           | Prosper de l'Estourbeillon |           | Comte. Habitait le château des Touches. Conseiller général entre 1886 et 1898. |
| 1889                                     | 1891           | François Thomas            |           |                                                                                |
| 1891                                     | 1901           | Prosper de l'Estourbeillon |           | Déjà maire entre 1861 et 1889.                                                 |
| 1901                                     | 1905           | Jean Crusson               |           | Maréchal-ferrant et cultivateur.                                               |
| 1905                                     | 1908           | Jean Crochard.             |           | Boucher. Demeurait au Plessis-Arroux en Porcaro.                               |
| 1908                                     | après 1915     | Jean Roussel               |           |                                                                                |
|                                          |                |                            |           |                                                                                |
| 1959                                     | 1989           | Jules Binard               |           | Ancien résistant. Chevalier de la Légion d'honneur.                            |
| 1989                                     | 3 juillet 2020 | Pierre Hamery              | PS        | Psychologue scolaire. Fait maire honoraire en 2023.                            |
| 3 juillet 2020                           | En cours       | Sylvie Chedaleux           |           |                                                                                |
| Les données manquantes sont à compléter. |                |                            |           |                                                                                |

## Démographie
L'évolution du nombre d'habitants est connue à travers les recensements de la population effectués dans la commune depuis 1861. Pour les communes de moins de 10 000 habitants, une enquête de recensement portant sur toute la population est réalisée tous les cinq ans, les populations de référence des années intermédiaires étant quant à elles estimées par interpolation ou extrapolation. Pour la commune, le premier recensement exhaustif entrant dans le cadre du nouveau dispositif a été réalisé en 2006.

En 2022, la commune comptait 749 habitants, en évolution de +3,74 % par rapport à 2016 (Morbihan : +3,82 %, France hors Mayotte : +2,11 %).
| 1861 | 1866 | 1872 | 1876 | 1881 | 1886 | 1891 | 1896 | 1901 |
| ---- | ---- | ---- | ---- | ---- | ---- | ---- | ---- | ---- |
| 912  | 920  | 909  | 898  | 900  | 981  | 986  | 953  | 986  |

| 1906 | 1911 | 1921 | 1926 | 1931 | 1936 | 1946 | 1954 | 1962 |
| ---- | ---- | ---- | ---- | ---- | ---- | ---- | ---- | ---- |
| 858  | 809  | 715  | 706  | 685  | 659  | 646  | 613  | 597  |

| 1968 | 1975 | 1982 | 1990 | 1999 | 2006 | 2011 | 2016 | 2021 |
| ---- | ---- | ---- | ---- | ---- | ---- | ---- | ---- | ---- |
| 581  | 538  | 580  | 565  | 510  | 626  | 684  | 722  | 744  |

| 2022 | - | - | - | - | - | - | - | - |
| ---- | - | - | - | - | - | - | - | - |
| 749  | - | - | - | - | - | - | - | - |

## Enseignement

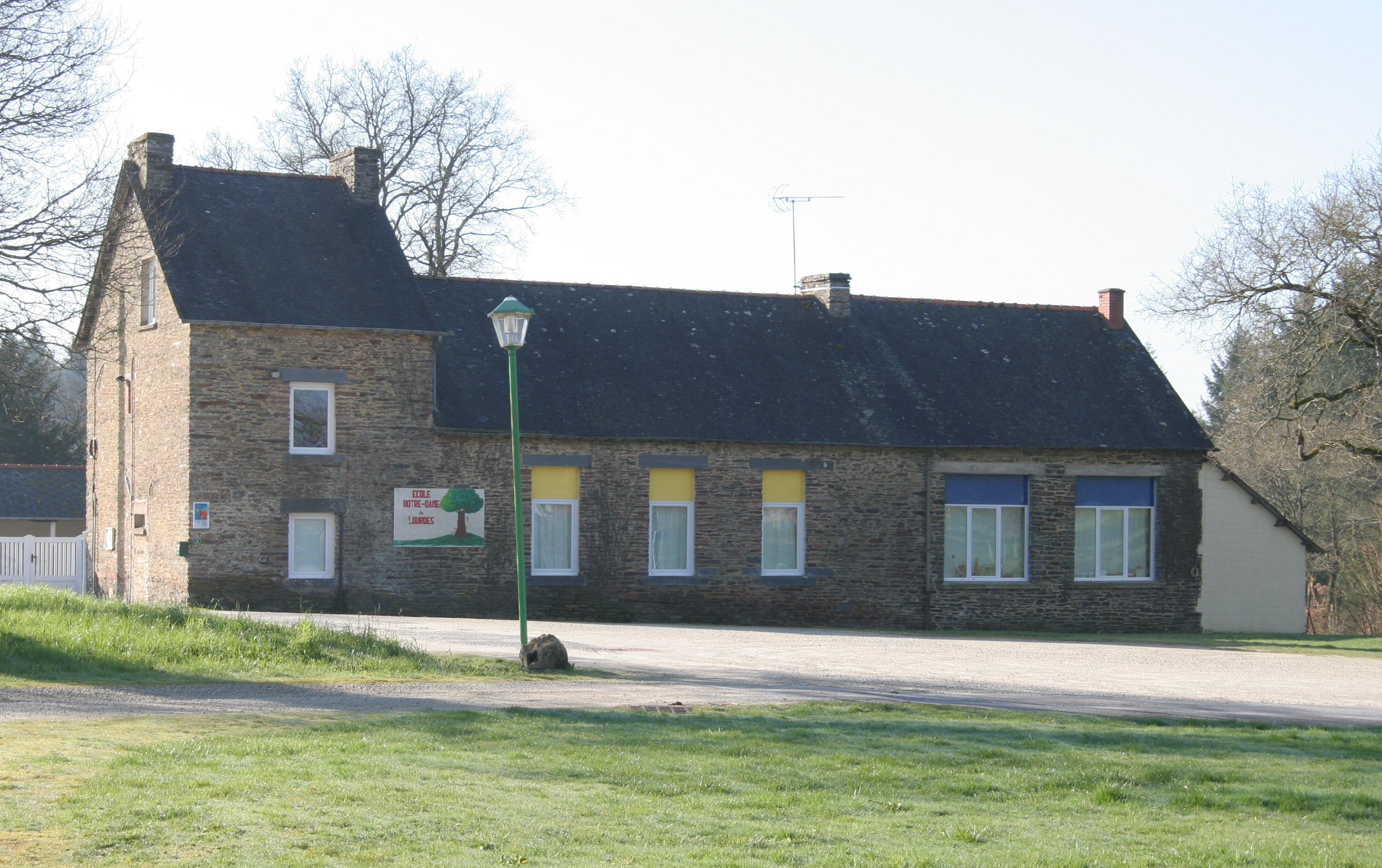
L'école privée Notre-Dame-de-Lourdes.

## Culture et patrimoine

### Lieux et monuments
- le château des Touches date pour partie du XVIe siècle et pour partie du XIXe siècle ; il est inscrit à l'inventaire général du patrimoine culturel[63] ;

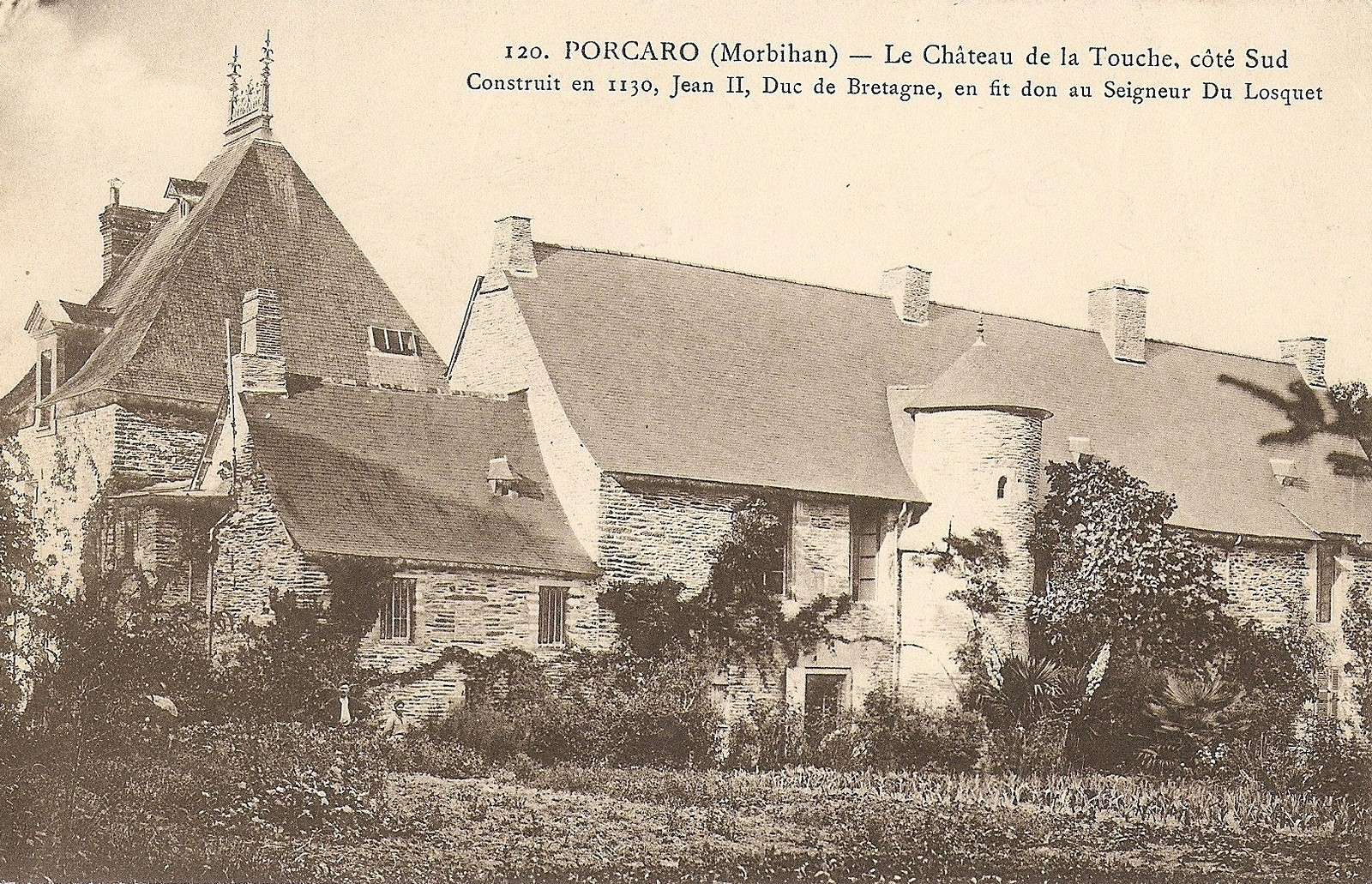
Porcaro ː le château des Touches au début du XXe siècle (carte postale).
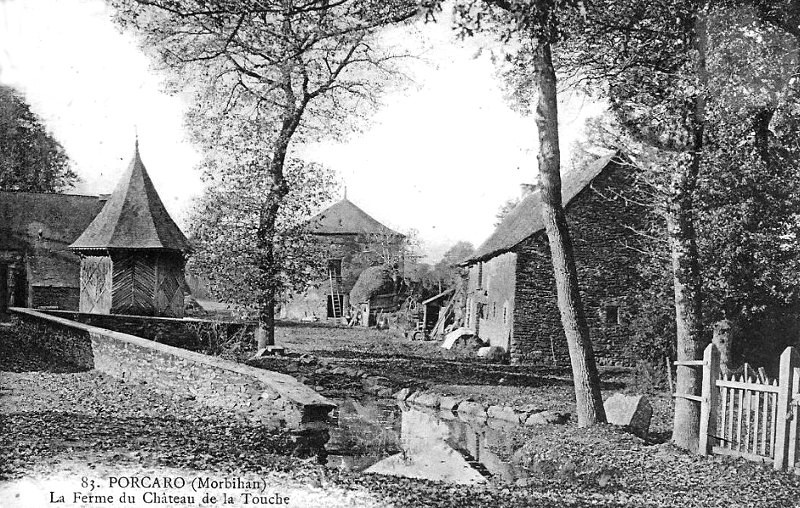
La ferme du château de la Touche [château des Touches] au début du XXe siècle (carte postale).

- le château de Porcaro : le bâtiment actuel date de 1860, mais s'appuie sur l'ancien manoir précédent qui datait de la première moitié du XVIe siècle, lui-même construit sur un site déjà mentionné au XIIIe siècle ; la chapelle date de 1830[64] ;

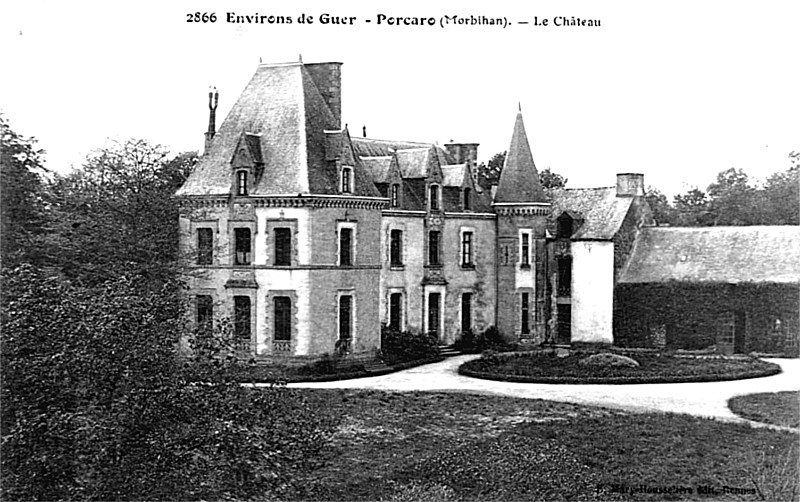
Le château de Porcaro au début du XXe siècle (carte postale).
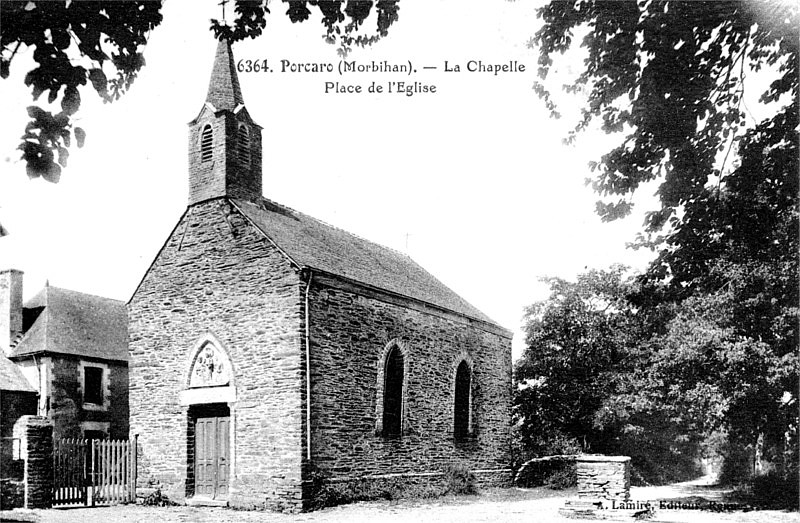
La nouvelle chapelle de Porcaro, place de l'église, au début du XXe siècle (carte postale).

- l'église Notre-Dame, construite vers 1848[65]. Elle possède un mobilier religieux répertorié (ciboires, calice, patène, ostensoir, pupitre, navette à encens, Christ en croix, etc..) ainsi que 4 autels, 3 stalles et 3 retables de style néogothique[66].

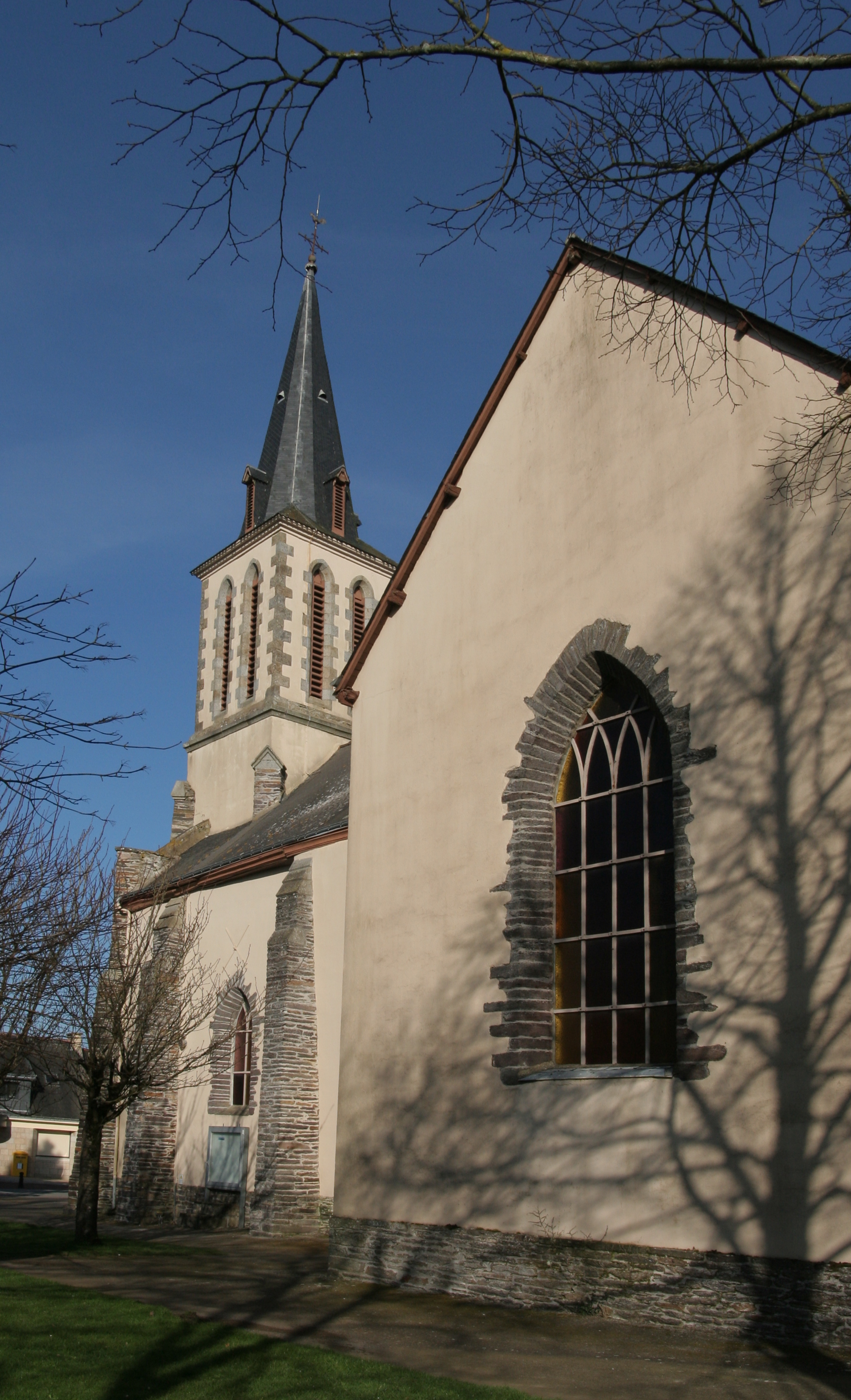
L'église Notre-Dame de Porcaro : vue partielle.
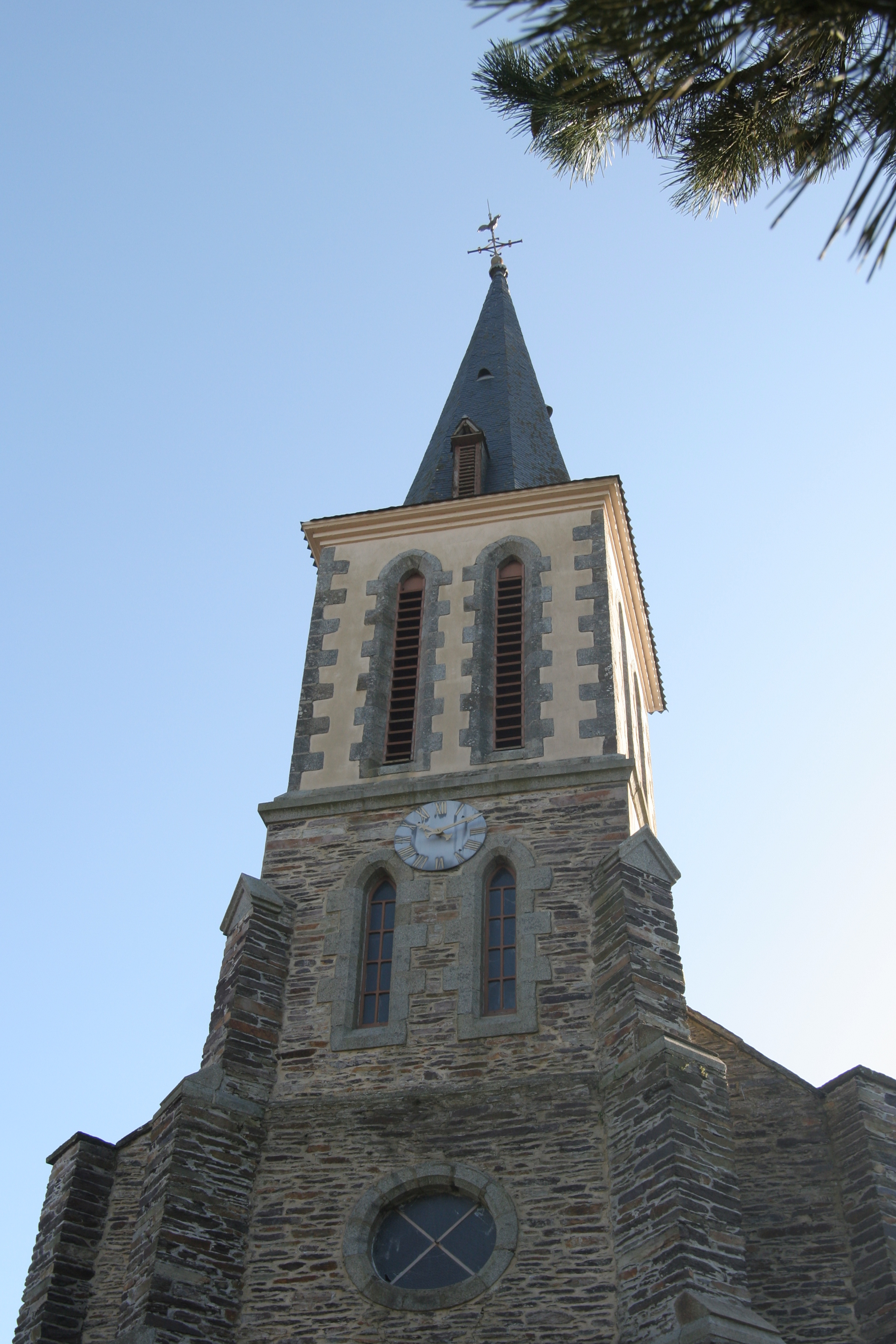
L'église Notre-Dame de Porcaro : le clocher.

- La chapelle Sainte-Anne des Touches (XVIIe siècle) en schiste et ardoises ; elle possède notamment un groupe sculpté représentant sainte Anne et la Vierge[67].

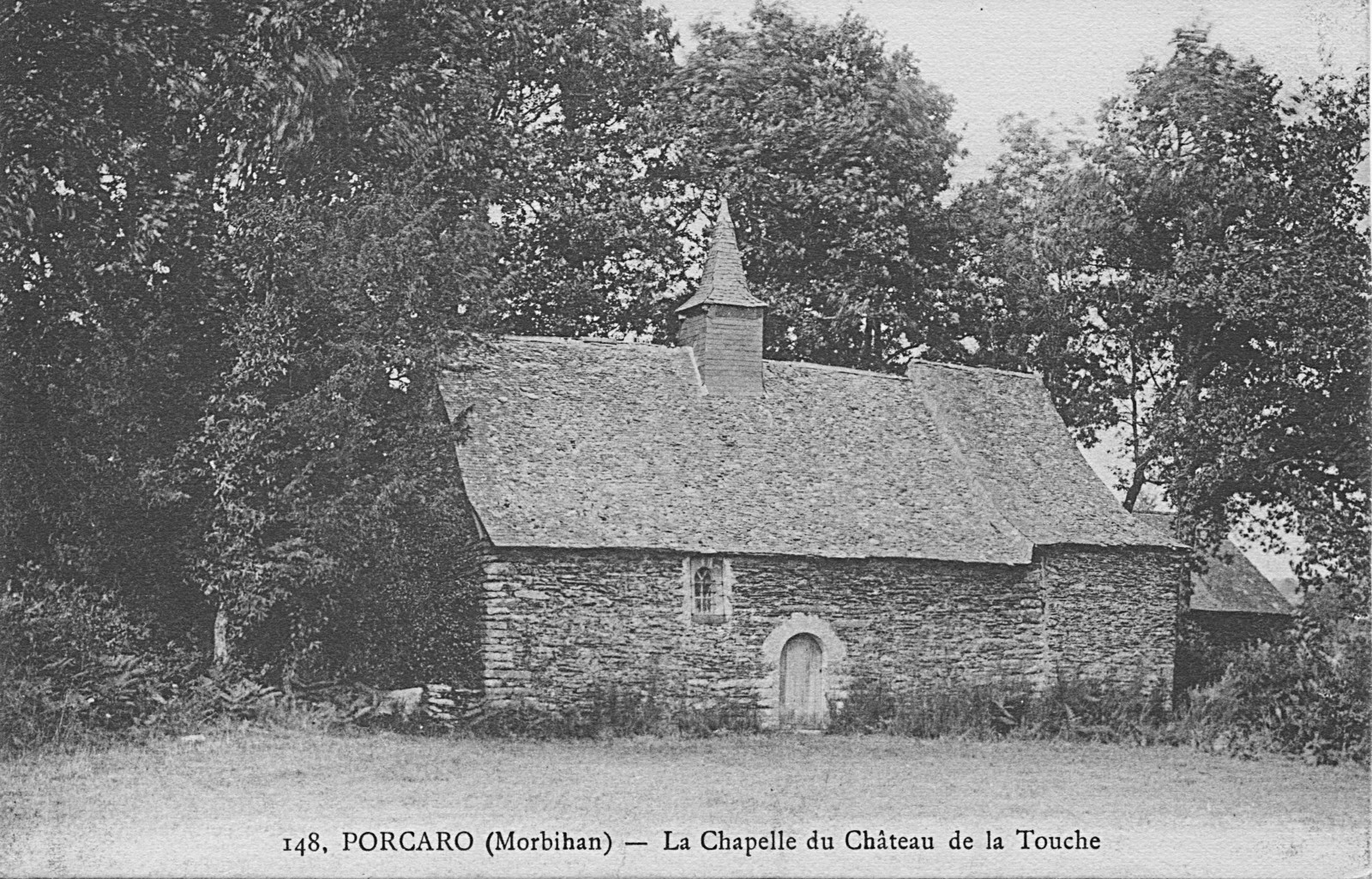
La chapelle du château des Touches (chapelle Sainte-Anne) au début du XXe siècle.

- des croix de chemin : celle de Vautoudan (XIIIe siècle ou XIVe siècle)[68] ; celle de Porcaro, qui date probablement du XVIIIe siècle[69] ; celle de la Renay, aussi du XVIIIe siècle[70] et plusieurs autres.
- un petit sanctuaire marial (une copie de la groote de Lourdes)
- Le moulin de Malakoff (XIXe siècle).

### Héraldique
| Blason de Porcaro | Blason  | De gueules au héron d'argent, becqué et membré de sable. * Il y a là non-respect de la règle de contrariété des couleurs : ces armes sont fautives (sable sur gueules). |
| Blason de Porcaro | Détails | . Le statut officiel du blason reste à déterminer. |

## Légende
- Le chasseur fantôme de Porcaro, publiée pour la première fois en 1913 par François Cadic[71].

## Personnalités liées à la commune
- La famille de Porcaro, qui fait partie des familles subsistantes de la noblesse bretonne, est originaire de la commune au XVe siècle[72]. À cette famille appartient l'abbé Pierre de Porcaro, mort le 12 mars 1945 au camp de concentration de Dachau.
- Madeleine Morice (née le 31 juillet 1736 ä Néant, décédé le 17 mars 1769 à Porcaro, alors en Guer), surnommée la "sainte de Porcaro" ou l'"extatique de Bretagne" car elle portait les stigmates de la Passion du Christ[73].